# Budeč (district de Žďár nad Sázavou)
Pour les articles homonymes, voir Budeč.
Budeč (en allemand : Butsch) est une commune du district de Žďár nad Sázavou, dans la région de Vysočina, en République tchèque. Sa population s'élevait à 186 habitants en 2020.

## Géographie
Březejc se trouve à 4 km au sud-sud-est de Žďár nad Sázavou, à 29 km au nord-est de Jihlava à 122 km au sud-est de Prague.
La commune est limitée par Hamry nad Sázavou au nord, par Žďár nad Sázavou à l'est, par Nové Veselí au sud et à l'ouest et par Matějov au nord-ouest.

## Histoire
La première mention écrite de la localité date de 1377.

## Transports
Par la route, Budeč se trouve à 4,5 km du centre de Žďár nad Sázavou, à 33 km de Jihlava et à 154 km de Prague.